# Robert W. Kates
Robert William Kates (* 31. Januar 1929 in New York City; † 21. April 2018 in Trenton, Maine) war ein US-amerikanischer Geograph und Umweltwissenschaftler. Er gehört zu den Begründern der Nachhaltigkeitswissenschaft.

## Leben
Kates, geboren in Brooklyn, studierte zunächst Wirtschaftswissenschaften an der New York University, wo er seine spätere Frau Eleanor (geb. Hackman) kennenlernte. Ohne das Studium beendet zu haben, zog er mit ihr in die Industriestadt Gary und gründete eine Familie mit drei Kindern. Zwölf Jahre lang arbeitete Kates in einem Stahlwerk.
Mit dem Ziel, Lehrer zu werden, belegte er Abendkurse an der Indiana University in Gary. Einer der Kurse wurde von einem Studenten von Gilbert F. White gehalten, der Kates daraufhin mit diesem bekanntmachte. White setzte sich dafür ein, dass Kates trotz des bis dahin fehlenden Hochschulabschlusses ein postgraduales Studium an der University of Chicago absolvieren konnte, und wurde sein wichtigster akademischer Mentor.
Nach der Promotion 1962 war er bis 1987 an der Clark University beschäftigt, ab 1974 als Professor. Von 1967 bis 1969 fungierte Kates außerdem als Direktor des Bureau of Resource Assessment and Land Use Planning am University College in Dar es Salaam, Tansania. 1986 wurde Kates als Professor und Direktor des Alan Shawn Feinstein World Hunger Program an die Brown University berufen. Von 1993 bis 1994 war er Präsident der Association of American Geographers. Später wirkte Kates als institutionell unabhängiger Wissenschaftler. An der University of Maine war er an der Gründung der Sustainability Solutions Initiative beteiligt.
Kates starb 2018 im Alter von 89 Jahren in Trenton, Maine, wo er seit den frühen 1990er Jahren gelebt hatte.

## Werk und Wirken
Ähnlich wie Gilbert F. White widmete sich Kates zu Anfang seiner Karriere vor allem der geographischen Risikoforschung, weitete sein Wissenschaftsgebiet jedoch auf die Nutzung der Erde durch den Menschen insgesamt aus. Bezüglich der sich dabei ergebenden, sehr allgemeinen Forschungsfragen formulierte er konkrete Zwischenziele (etwa die Reduzierung des Welthungers um die Hälfte, was später eines der Millenniums-Entwicklungsziele wurde), für deren Umsetzung er praxisorientierte Forschungsprogramme initiierte. Auf diese Weise trug er wesentlich zur Begründung der (sich als transdisziplinär verstehenden) Nachhaltigkeitswissenschaft bei.
Dieser humanökologisch orientierte, stark normativ geprägte Ansatz erfuhr jedoch etwa ab Ende der 1970er Jahre scharfe Kritik aufgrund seiner mangelnden theoretischen Fundierung sowie der Ausblendung politischer und wirtschaftlicher Zusammenhänge.

## Auszeichnungen und Ehrungen
1981 gehörte Kates zu den ersten MacArthur-Stipendiaten, 1991 erhielt er eine der wichtigsten staatlichen Wissenschaftsauszeichnungen der Vereinigten Staaten, die National Medal of Science. Die Clark University (1993) und die University of Maine (2004) verliehen ihm die Ehrendoktorwürde.
Des Weiteren war Kates Träger der Auszeichnung Lauréat d'Honneur der Internationalen Geographischen Union (2004) sowie der Charles P. Daly Medal der American Geographical Society (2016), außerdem gewähltes Mitglied bzw. Fellow der National Academy of Sciences (1975), der American Academy of Arts and Sciences (1976), der American Association for the Advancement of Science (1987) und auswärtiges Mitglied der Academia Europaea (1993).

## Schriften (Auswahl)

### Monographien
- Robert W. Kates: Hazard and Choice Perception in Flood Plain Management (= Department of Geography, Research Paper. Band 78). University of Chicago Press, Chicago 1962.
- Clifford S. Russell, David G. Arey und Robert W. Kates: Drought and Water Supply: Implications of the Massachusetts Experience for Municipal Planning. Johns Hopkins Press, Baltimore 1970, ISBN 0-8018-1183-X.
- Ian Burton, Robert W. Kates und Gilbert F. White: The Environment as Hazard. Oxford University Press, New York 1978, ISBN 0-19-502221-1.
- Robert W. Kates: Risk Assessment of Environmental Hazard (= SCOPE Report. Band 8). Wiley, Chichester u. a. 1978, ISBN 0-471-09983-X.

### Sammelbände
- Ian Burton und Robert W. Kates (Hrsg.): Readings in Resource Management and Conservation. University of Chicago Press, Chicago u. a. 1965, ISBN 0-226-08237-7.
- J. Eugene Haas, Robert W. Kates und Martyn J. Bowden (Hrsg.): Reconstruction Following Disaster. MIT Press, Cambridge, Mass. u. a. 1977.
- Robert W. Kates, Jesse Ausubel und Mimi Berberian (Hrsg.): Climate Impact Assessment: Studies of the Interaction of Climate and Society (= SCOPE Report. Band 27). Wiley, Chichester u. a. 1985, ISBN 0-471-90634-4.
- Robert W. Kates, Christoph Hohenemser und Jeanne X. Kasperson (Hrsg.): Perilous Progress: Managing the Hazards of Technology. Westview Press, Boulder u. a. 1985, ISBN 0-8133-7025-6.
- B. L. Turner II, Göran Hydén und Robert W. Kates (Hrsg.): Population Growth and Agricultural Change in Africa. University Press of Florida, Gainesville u. a. 1993, ISBN 0-8130-1219-8.

### Aufsätze
- Ian Burton und Robert W. Kates: The Perception of Natural Hazards in Resource Management. In: Natural Resources Journal. Band 3, Nr. 3, 1964, S. 412–441, JSTOR:24879760.
- Robert W. Kates: Natural Hazard in Human Ecological Perspective: Hypotheses and Models. In: Economic Geography. Band 47, Nr. 3, 1971, S. 438–451, JSTOR:142820.
- Thomas J. Wilbanks und Robert W. Kates: Global Change in Local Places: How Scale Matters. In: Climatic Change. Band 43, Nr. 3, 1999, S. 601–628, doi:10.1023/A:1005418924748.
- Robert W. Kates, William C. Clark, Robert Corell, J. Michael Hall, Carlo C. Jaeger, Ian Lowe, James J. McCarthy, Hans Joachim Schellnhuber, Bert Bolin, Nancy M. Dickson, Sylvie Faucheux, Gilberto C. Gallopin, Arnulf Grübler, Brian Huntley, Jill Jäger, Narpat S. Jodha, Roger E. Kasperson, Akin Mabogunje, Pamela Matson, Harold Mooney, Berrien Moore III, Timothy O’Riordan und Uno Svedin: Sustainability Science. In: Science. Band 292, Nr. 5517, 2001, S. 641–642, JSTOR:3083523.
- Thomas M. Parris und Robert W. Kates: Characterizing and Measuring Sustainable Development. In: Annual Review of Environment and Resources. Band 28, 2003, S. 559–586, doi:10.1146/annurev.energy.28.050302.105551.
- Robert W. Kates, William R. Travis und Thomas J. Wilbanks: Transformational Adaptation When Incremental Adaptations to Climate Change are Insufficient. In: Proceedings of the National Academy of Sciences. Band 109, Nr. 9, 2012, S. 7156–7161, doi:10.1073/pnas.1115521109.